# 乔纳斯·弗里森
乔纳斯·K·弗里森（瑞典語：Jonas Kristoffer Frisén，1966年10月4日—）是一位瑞典分子生物学家，出生于哥德堡，本科和博士毕业于卡罗林斯卡学院，后进入普林斯顿大学马里亚诺·巴巴西德的实验室进行博士后研究，现为卡罗林斯卡学院教授，专攻幹細胞研究。